# 土持久綱
土持 久綱（つちもち ひさつな）は、安土桃山時代の武将。土持親成の養子。

## 生涯
※複数存在する家系図、改名による別人との混同の可能性など極めて経歴が錯綜している。年齢や習慣などを勘案し、最も確率が高いと思われる説で解説する。
縣土持氏の次期家督で、土持栄続の子として誕生。当初は高信を名乗る。
天正6年（1578年）4月10日、大友氏によって居城松尾城を攻め落とされた縣土持氏が敗北し、当主・土持親成が豊後浦辺にて処刑されると、一時長門国で浪人したという。同年11月12日、島津氏が耳川の戦いで大友氏を破ると縣は島津領となるが、その2日後の同14日に島津氏の被官となった（『川上久辰耳川日記』）。以後、天正7年（1579年）からの9年間、縣地頭として土持高信が松尾城に在番した（『上井覚兼日記』）。なお、その時期の天正12年（1584年）12月に島津義久から「久」の字を賜り「久綱」と改名している（『島津国史』）。
天正15年（1587年）3月には豊臣秀吉が九州平定軍を起こし、豊臣秀長を総大将とする東九州方面軍が来襲する。蜂須賀家政、毛利輝元、吉川元長、小早川隆景、黒田孝高など総勢九万に包囲され、敗れた久綱は島津家久を頼って佐土原に去った（「九州役年月表」）。その後、縣には秀吉によって高橋元種が封じられている。
文禄・慶長の役には島津義弘に従って出陣し、帰国後の慶長4年（1599年）4月21日、出張先の京都伏見にて死去した。享年42。
久綱には3人の子があった。長男の信村と次男の久助は高橋元種に仕え、三男の盈信は島津義久に仕えた。この盈信の子孫が、鹿児島土持氏となる。

## 詳細

### 想定系図
```
凡例
　太線は実子、細線は養子
```

```
　　　　┣━━━━━━━━┓　　　　　　　┃
　 　　
親栄
　　　　　　　
栄貴
　　　　　　
時貫

　　　　┃　　　　　　　　┃　　　　　　　┃
　　　 
親佐
（貞綱）　　　
栄続
（元綱）　　
親用

　　　　┠─────────┐　　┃　　　     ┃
　　　 
親成
　　　　
元綱
　
高信
　　　　 　 
親成

　　　　┝━━┓　　┃　　　　　　
　　　 
高信
　
親信
　
高信

　　　　│
　　　 
親信
```

久綱の問題点は高信と高綱が同一人物であるという確実な証拠が無いことにある。薩摩に残る土持家の家譜によると、どうやら混乱の原因は先代の親成の代に始まっている様で、親成がどこか一族より先々代土持親佐の養子になったかのような記述を見ることが出来る（親貫－親兼－時貫－親用－親成－親信という流れ）。ただ、親佐の別名が親用である可能性があるが、親佐の別名としては貞綱という記載は残されているが親用との記述は特にない。逆に親栄（親佐の父）は、そのまた先代の常綱の実子であるのかいまいち判然としない。
対して、久綱（高綱）は少なくとも元綱の子であり、元綱は別名を栄続と言ったのは間違いないようだ。また、この元綱は先の家系図によると、親成の父・親佐の養子であり同時に親佐の父・親栄の弟・栄貴の子（つまり親成の従兄弟）であるという。少なくとも本家の出であることは疑いようがない。
また、家系図が複数存在するため、親成の子として記述がある親信と久綱とを同じに見る向きもあるが、親信の項を参照して貰いたいが、これは年齢の問題で否定されるべきである。

### 土持高信の事跡
土持高信は親成の養子で、「相模守」の官途から、土持親佐の従兄弟（末弟ヵ）にあたる土持相模守栄続の子である。妻は伊東義祐の娘。義父である親成が伊東氏の門川城攻略に乗り出した際、三田井親武の取りなしにより両家が和睦する事になり、娶ることになった。
彼について初めて資料に見られるのは（鹿児島県資料・「日州御発足日々記」）に記された物で、おそらく高信であろう「相模」なる人物が天正6年（1578年）正月二日に鎧甲と刀を持って島津家に使者に訪れている。同年に大友氏が襲来した際、北西の行縢山を搦め手に大友軍を迎え撃った養父・親成に代わって本拠の松尾城を守った。そして衆寡敵せず松尾城が陥落すると、高信は城を抜け出し、山を越えて大友義統の本陣を突こうとしたが家臣・水洲伊賀守の説得で諦め、自刃したという。自刃したとされる場所は現在土持神社が建っている。
なおこの時、高信は鎮綱（しずつな）と言う名であったという資料もある。「鎮」の字はこの時分の大友氏の家臣に対する偏諱でよく使われている事から、大友氏の高信に対する期待が見て取れ、それ故に裏切りはますます許せないことであったに違いない。
ただし、高信についての記述は、「日向記」諸本では行縢山で大友軍を迎え撃ったのが高信、松尾城を脱出して自刃したのが親成としてあり、逆に「延陵世鑑」では行縢山が親成、松尾城が高信と、史料によって正反対である。飫肥藩の平部僑南は「日向纂記」の中でこの両説を比較した末に後者を取っているため、この項でも後者を参考にしたが、執筆年代の早い「日向記」の方が史料としての信憑性は高い。ただし土持親成は捕縛されて後に自害しているため、「日向記」の記述は一部において明らかに事実と異なっている事になるので、非常に難解である。
まことに不思議な関係であるが、この高信は親成の実子の親信を養子にしていた様だ。ここに推測を述べることはあまり良しとしたことではないが、あまりに分家化が進んだ結果、敵対中の伊東氏の麾下に入る一族がでるなど、求心力の落ちた本家が、一族中俊英と知られた親成を当主に迎えたが、血統を重視する者もいる中、苦肉の策として交互の養子関係という事をしたのではなかろうか。
戦後の昭和25年（1950年）、高信自刃の地である延岡市妙町にて、道路建設の最中に何者かの首(頭蓋骨)が発見され、研究家の言により土持高信の遺骨とされたが、その後に調査の進展があった様子はない。

### 土持高綱の事跡
土持高綱は、島津氏の豊後侵攻の際、豊後国人衆の調略に奔走した。のちに「久」の字を賜って久綱と改名したことは知られている。これは大友家臣団の懐柔が可能なほど顔を知られていた人物であったと思われ、時代を考えたとき、幼くして薩摩に落とされたという記述がある親成の子・親信がはたしてやその様な働きが出来たのかという疑念が残る。となれば松尾城攻防の折り、数えで22歳だった高信が落ち延びて、高綱となった可能性は否定できない。勿論、一切の資料がないので確証はとれない。
天正14年の豊後侵攻戦に於いては、当然と言うべきか日向口の島津家久を総大将とした総勢一万人余という部隊の侍大将の一員として山田有信・吉利忠澄・伊集院久治・伊集院久宣・本田親貞・上井覚兼・樺山忠助・樺山規久・平田宗応・新納久時・平田宗強と並んで記録されている。
翌天正15年3月。豊臣家の九州征伐に伴い、島津軍が撤退すると、旧領たる松尾城にて籠城戦を展開。またも敗北を喫している。
高信＝高綱が事実である場合、そこには、自身の死を偽装し、調略に功績を立て、伏見で死去した事柄から優れた外交交渉能力と教養を見て取れる反面、戦の采配はいまいちという姿が浮かび上がってくる。武の士の本来からすれば外れた者であり、一族が没落するのもやむなしと言ったところであろうか。